# КК Спиру Шарлроа
КК Спиру Шарлроа je белгијски кошаркашки клуб из Шарлроа. У сезони 2016/17. такмичи се у Првој лиги Белгије и у ФИБА Лиги шампиона.

## Успеси

### Национални
- Првенство Белгије:
  - Првак (10): 1996, 1997, 1998, 1999, 2003, 2004, 2008, 2009, 2010, 2011.

- Куп Белгије:
  - Победник (5): 1996, 1999, 2002, 2003, 2009.
  - Финалиста (5): 1995, 1997, 2001, 2005, 2006, 2008, 2010.

- Суперкуп Белгије:
  - Победник (3): 2001, 2002, 2008.

## Познатији играчи
- Милутин Алексић
- Мајкл Батист
- Немања Бешовић
- Ендру Визнески
- Кејлеб Грин
- Иван Зороски
- Никола Јанковић
- Предраг Савовић
- Мајкл Скот
- Младен Шекуларац
- Торнике Шенгелија